# CFU-Baso
CFU-Baso, или КОЕ-Базо, — это гипотетическая гемопоэтическая стволовая клетка, которая, согласно предположениям некоторых авторов, является предшественником базофилов. Некоторые источники используют более короткие варианты аббревиатуры — «CFU-Bas» (КОЕ-Баз) или даже CFU-B (КОЕ-Б).